# Мария Пия Бурбон-Сицилийская
Принцесса Мария Пия Бурбон-Сицилийская (итал. Maria Pia di Borbone-Due Sicilie; 2 августа 1849, Гаэта, Лацио — 29 сентября 1882, Биарриц) — принцесса Королевства Обеих Сицилий и первая супруга герцога Пармского Роберта I. Мария Пия была дочерью короля Обеих Сицилий Фердинанда II и его жены Марии Терезии Австрийской.

## Брак и дети
Мария Пия вышла замуж за Роберта I, герцога Пармского и Пьяченцы, сына Карла III, герцога Пармского и его жены принцессы Луизы Марии Терезы Французской, 5 апреля 1869 года в Риме. У Марии Пии и Роберта было двенадцать детей, из которых шесть были умственно отсталыми:
- Мария Луиза (1870—1899), супруга короля Болгарии Фердинанда I;
- Фердинанд (1871—1872), умер во младенчестве;
- Луиза (1872—1943), слабоумная;
- Генрих (Энрико) (1873—1939), номинальный герцог Пармский, слабоумный;
- Иммаколата (1874—1914), слабоумная;
- Жозеф (Джузеппе) (1875—1950), номинальный герцог Пармский, слабоумный;
- Тереза (1876—1959), слабоумная;
- Пия (1877—1915), слабоумная;
- Беатриса (1879—1946), супруга Пьетро, графа Люччези Палли;
- Элиас (1880—1959), номинальный герцог Пармский, в браке с Марией Анной Австрийской;
- Анастасия (1881), умерла во младенчестве;
- ребёнок (род. и ум. 22 сентября 1882)

Мария Пия умерла во время родов и была похоронена на вилле близ Виареджо. После её смерти, Роберт I женился в 1884 году на Марии Антонии, инфанте Португалии, дочери свергнутого короля Мигела I и Аделаиды Лёвенштейн-Вертгейм-Розенбергской. Она родила ему ещё двенадцать детей.